# Почему всё должна делать я?
«Почему всё должна делать я?», или «Неужели мне придётся всё делать самой?» (фин. Pitääkö mun kaikki hoitaa?, англ. Do I Have to Take Care of Everything?), — художественный комедийный короткометражный фильм 2012 года производства Финляндии продолжительностью 6 минут 35 секунд. Номинант премии «Оскар» за лучший игровой короткометражный фильм за 2013 год.
Режиссёр и редактор фильма — Селма Вилхунен, сценарист — Кирсикка Саари, кинооператор — Петер Фликенберг.

## Сюжет
В фильме рассказывается об одном воскресном утре семьи, состоящей из матери, отца и двух малолетних дочерей. Они в спешке собираются в гости на свадьбу родственников, при этом в центре сборов оказывается мать (все дела, как ей кажется, делаются лишь тогда, когда она делает их сама). Ей приходится собирать не только себя и детей (которые не могут найти свою одежду), но также и мужа, который в процессе сборов оказывается совершенно бесполезен и, помимо прочего, успевает пролить себе кофе на рубашку. Также ей приходится проявлять смекалку, когда выясняется, что пропал подарок молодожёнам.

Маленький фарс о сумасшедшем утре семьи, спешащей на свадьбу.
Оригинальный текст (англ.)A little farce about one family’s crazy morning rushing to get to wedding.
— MaryAnn Johanson

## Производство
Производством фильма занималась финская кинокомпания Tuffi Films Oy, соучредителем которой является Селма Вилхунен. Производство фильма было завершено в 2011 году.
Вилхунен рассказывала, что для неё этот фильм является «глубоко личным». Хотя сценарий для фильма был написан не ею, она в процессе работы могла полностью «раствориться» в главной героине.

## В ролях
- Хаартти, Йоанна[вд] — Сини Кетонен, мать
- Карвонен, Сантту[вд] — Йокке Кетонен, отец
- Омахеймо, Ранья — Элла, дочь
- Тойвониеми, Элла — Кертту, дочь
- Кярккяйнен, Юкка[вд] — священник

## Участие в кинофестивалях, телепоказы, оценки, отзывы
В 2012 году фильм участвовал в Хельсинкском фестивале короткометражных фильмов и завоевал главный приз в номинации «Лучший профессиональный игровой фильм». Фильм довольно часто показывали по финскому телевидению: в период с 2014 по 2017 год это произошло 14 раз.

### Номинация на премию «Оскар»
В январе 2014 года фильм стал номинантом премии «Оскар» за лучший игровой короткометражный фильм (86-я церемония награждения премии «Оскар» за заслуги в области кинематографа за 2013 год состоялась в марте 2014 года), при этом американский критик МэриЭнн Джохансон назвала этот фильм «наиболее лёгким» (the airiest) среди пяти номинантов на премию в этой номинации. Картина стала первой за всю историю кинематографа Финляндии короткометражной картиной, номинированной на эту премию, и всего лишь вторым финским фильмом (после фильма 2002 года «Человек без прошлого» Аки Каурисмяки), номинированным на эту премию в каких-либо номинациях. После этого Вилхунен стала членом киноакадемии США и была приглашена в жюри премии «Оскар» 2015 года.
Кевин Родригес, автор «Полного неофициального гида по премии „Оскар“ 2014 года», не слишком высоко оценил этой фильм. Основной проблемой картины, по его мнению, является то, что она сделан так, будто в ней есть какая-то новизна, в действительности же в её основе лежит избитая комедийная ситуация, совершенно не выглядящая свежей. Хотя в фильме и есть несколько смешных моментов, зритель, как считает Родригес, ничего не потеряет, если эту картину пропустит. Он поставил фильму всего 2,5 балла из пяти возможных.

## После 2014 года
Вилхунен продолжила сотрудничество с актёром Сантту Карвоненом: он сыграл одну из ролей в её первом полнометражном художественном фильме «Девочка по имени Варпу», премьера которого состоялась в 2016 году. Также она продолжила сотрудничество со сценаристом Кирсиккой Саари: по её сценарию Вилхунен сняла свой второй полнометражный художественный фильм «Глупое молодое сердце», вышедший в 2018 году.